# Stoliczia cognata
Stoliczia cognata is een krabbensoort uit de familie van de Potamidae. De wetenschappelijke naam van de soort is voor het eerst geldig gepubliceerd in 1936 door Roux.